# Per Grundström
Per Grundström född 18 juli 1886 i Stockholm, död 24 april 1975 i Stockholm, musiker och kompositör av bland annat marschmusik. 

## Biografi
Grundström blev musikelev vid Svea livgarde 1899, blev sergeant där 1906, studerade 1900–1907 violin, klarinett och kontrapunkt vid musikkonservatoriet i Stockholm och avlade musikdirektörsexamen 1906. Vid 23 års ålder blev han 1909 musikanförare vid Hallands regemente och utnämndes till musikdirektör 1912. Han var en av Halmstads orkesterförenings stiftare dess dirigent 1916-22 och dess vice ordförande 1922-26. 1923-26 var Grundström förste länsförbundsdirigent för Hallands sångarförbund. Han ledde Svea livgardes musikkår 1926–1944 och var 1936-44 rådgivare åt arméchef i militärmusikfrågor samt 1944-64 dirigent för Stockholmspolisens musikkår.
Från 1932 var han associé i Musikaliska akademien.

## Verkförteckning

### Marschmusik för blåsmusikkår
- Beväringsliv
- Examensmarsch
- Festmarsch (även kallad 300-årsdagen)
- General Cederschiöld - Norrlandskustens marinkommandos marsch, f.d. KA 5:s marsch
- I gevär! (Norrlands Signalbataljons Marsch)
- I sommarstaden
- Impromptu
- Kometen
- Souvenir (även kallad Olofmarsch)
- Svensk polismarsch
- Takt och ton (Kunglig Luleå luftvärnskårs marsch, 1942)
- Till strid
- Med klingande spel
- Med fart och kläm

### Övriga verk för blåsmusikkår
- Intermezzo
- Marschpoturri - Ett potpurri innehållandes ett stort antal av de vanligaste svenska marscherna
- Solstrålar